# Philippe Defeyt
Philippe Defeyt (Menen, 8 mei 1953) is een Belgisch politicus van Ecolo en econoom. Hij was federaal secretaris van Ecolo toen de partij deelnam aan de paars-groene regering-Verhofstadt I (1999-2003).

## Levensloop
Defeyt behaalde in 1977 het diploma van licentiaat in de economische en sociale wetenschappen aan de Université de Namur. Hij ging aan de slag als ontwikkelingswerker en was van 1978 tot 1979 faculteitsassistent aan de Université de Namur. Daarna ging hij van 1979 tot 1981 als onderzoeker aan de slag op de dienst conjunctuur van het IRES, het Instituut voor Economisch en Sociaal Onderzoek verbonden aan de Université Catholique de Louvain, en was hij van 1981 tot 1983 aspirant bij het Nationaal Fonds voor Wetenschappelijk Onderzoek, om daarna van 1983 tot 1990 de functie van co-directeur uit te oefenen op de dienst conjunctuur van het IRES. Als econoom voerde Philippe Defeyt vele studies naar de vergrijzing van de bevolking, zijn gewoonten inzake gezondheidszorg, de economische kost van kinderen binnen gezinnen, de arbeidsduur en de toekomst van de sociale zekerheid. Ook werd hij bestuurder bij de Gezinsbond en docent aan het FOPES, de Open Faculteit voor Economisch en Sociaal Beleid van de UCL.
In 1979 werd hij lid van de ecologische beweging Amis de la Terre en kruiste er het pad van Paul Lannoye, met wie in 1980 hij een van de medeoprichters was van de partij Ecolo. Defeyt schreef mee aan de oorspronkelijke statuten van de partij en was van 1980 tot 1984 en van 1985 tot 1986 federaal secretaris, alsook van 1983 tot 1984 woordvoerder van de partij. Van 1989 tot 1990 was hij voor Ecolo OCMW-raadslid in de stad Namen. In maart 1990 nam hij ontslag bij het IPES om als economisch expert aan de slag te gaan voor de fractie van de Groenen in het Europees Parlement, hetgeen hij zou blijven tot in 1991.
Hij nam deel aan de federale verkiezingen in november 1991 en trok de Ecolo-lijst voor de Kamer van volksvertegenwoordigers in het arrondissement Namen. Hij werd verkozen en kwam als gevolg van de toen bestaande dubbelmandaten tevens in de Waalse Gewestraad en de Raad van de Franse Gemeenschap terecht. Als parlementslid hield hij zich vooral bezig met sociale kwesties en milieubescherming. In de Waalse Gewestraad lag hij de basis van de oprichting van een  commissie die onderzoek voerde naar de grootschalige afvaltrafiek naar Wallonië, die van de regio de vuilnisbelt van Europa maakte. Bij de onderhandelingen voor het Sint-Michielsakkoord in 1992-1993 zat Defeyt voor Ecolo aan de onderhandelingstafel en wist in ruil voor de steun van zijn partij aan deze staatshervorming de invoering van een ecotaks te bekomen, waarvan hij een groot verdediger was. Van mei 1994 tot juni 1995 was hij vervolgens fractieleider van de gezamenlijke fractie van Ecolo en Agalev in de Kamer. 
Bij de verkiezingen van 1995 werd Defeyt niet herkozen in de Kamer en viel hij zonder politiek mandaat. Hij werd aangesteld tot verantwoordelijke voor de regionale werking van Ecolo in het arrondissement Namen, hernam zijn activiteiten als onderzoeker, publiceerde verschillende rapporten en wetenschappelijke artikels gelieerd aan maatschappelijke kwesties en droeg bij aan het succes van de Staten-Generaal voor een Ecologisch Beleid. Ook was hij in die periode actief als onafhankelijk raadgever. In 1996 was hij medeoprichter van het Instituut voor een Duurzame Ontwikkeling en werd lid en voorzitter van de raad van bestuur van deze instantie. 
In juni 1999 werd Defeyt voor het arrondissement Namen verkozen in het Waals Parlement en het Parlement van de Franse Gemeenschap. Hij werd Ecolo-fractieleider in het Waals Parlement, maar nam reeds in november 1999 ontslag uit zijn parlementaire mandaten toen hij samen met Jacques Bauduin en Brigitte Ernst verkozen werd tot federaal secretaris van Ecolo. In 2002 vielen uitspraken van Jacques Bauduin over progressieve frontvorming niet in goede aarde binnen Ecolo, waarna de drie moesten aftreden. Defeyt, die het ongenoegen in de partij deelde, vormde vervolgens een nieuw trio met Evelyne Huytebroeck en Marc Hordies, hetgeen in juli 2002 werd bekrachtigd door de algemene raad van Ecolo. Na de forse verkiezingsnederlaag van Ecolo traden de drie in juli 2003 af als federale secretarissen. Defeyt keerde vervolgens terug naar het Instituut voor een Duurzame Ontwikkeling en werd eveneens lid van de raad van bestuur van de UCL. Ook werd hij gastdocent aan de universiteit.
In oktober 2000 werd Defeyt verkozen tot gemeenteraadslid van de stad Namen. Na de gemeenteraadsverkiezingen van 2006 wist de partij met de MR en het cdH een meerderheid op de been te brengen en vervolgens werd hij OCMW-voorzitter van Namen. Vanaf 2013 bekleedde Defeyt tevens de functie van schepen. In 2016 nam hij ontslag uit zijn gemeentelijke politieke mandaten, waarna Defeyt de actieve politiek verlaat.